# 大木充 (言語学者)
大木 充（おおき みつる、1948年 - ）は、日本のフランス語学者。京都大学名誉教授。

## 人物・経歴
三重県生まれ。1970年愛知県立大学外国語学部フランス語科卒業。1978年パリ第8大学大学院言語学博士。大阪外国語大学外国語学部助教授、京都大学総合人間学部助教授を経て、1996年京都大学大学院人間・環境学研究科教授。2012年定年退職、京都大学名誉教授。

## 著書
- 『フランス会話スタイルブック』（ジャン=ノエル・ボーロと共著）白水社 1991年
- 『ジュテーム シヴィリザシヨン編』（ジャン=ノエル・ボーロと共著）駿河台出版社 1991年
- 『ジュテーム コミュニカシヨン編』（ジャン=ノエル・ボーロと共著）駿河台出版社 1991年
- 『友だちの恋人』（ジャン=ノエル・ボーロと共著） 駿河台出版社 1992年
- 『ジュテーム・クラシック』（ジャン=ノエル・ボーロと共著）駿河台出版社 1994年
- 『NHKスタンダード40フランス語：まるごと覚えよう』日本放送出版協会 2000年
- 『マルチ言語宣言：なぜ英語以外の外国語を学ぶのか』（西山教行と共編）京都大学学術出版会 2011年
- 『グラメール アクティーブ：文法で複言語・複文化』（西山教行と共著）朝日出版社 2013年
- 『異文化間教育とは何か：グローバル人材育成のために』（西山教行, 細川英雄と共編）くろしお出版 2015年
- 『世界と日本の小学校の英語教育：早期外国語教育は必要か』（西山教行と共編著）明石書店 2015年
- 『グローバル化のなかの異文化間教育：異文化間能力の考察と文脈化の試み』（西山教行と共編著）明石書店 2019年
- 『CEFRの理念と現実 現実編』（西山教行と共編）くろしお出版 2021年
- 『CEFRの理念と現実 理念編』（西山教行と共編）くろしお出版 2021年